# Ghost (Dark Horse Comics)
Pour les articles homonymes, voir Ghost (comics).
Ghost est un personnage de comic-book créé par Eric Luke et Adam Hughes en 1993 chez Dark Horse Comics.
En 2000, Francisco Ruiz Velasco a participé au projet Ghost en dessinant deux albums.

## Édition France
Le personnage a fait l'objet d'une édition en France sous le label Semic. 5 numéros sont parus. L'éditeur abandonnant sa publication car la série n'a pas trouvé son public.
Les revues bimestrielles sont d'un format 17 x 26 avec couverture souple plastifiée brochée contenant 48 pages à papier glacé couleur.
Les numéros parus sont les suivants :
- GHOST 1 (Décembre 1999) (GHOST SPECIAL) scénario de Eric Luke et des dessins de Matt Haley.
- GHOST 2 (Février 2000) (GHOST # 1 + GHOST #2) scénarios de Eric Luke et des dessins de Adam Hughes.
- GHOST 3 (Avril 2000) (GHOST # 3 + GHOST # 4) scénarios de Eric Luke et des dessins de Adam Hughes et Matt Haley.
- GHOST 4 (Juin 2000) (GHOST # 5 + GHOST # 6) scénarios de Eric Luke et des dessins de Terry Dodson & Lee Moder ainsi que Scott Benefiel.
- GHOST 5 (Août 2000) (GHOST-HELLBOY (partie 1) + GHOST-HELLBOY (partie 2)) scénario de Mike Mignola et des dessins de Scott Benefiel.